# Аврамів
Аврамів (рос. Аврамов) — колишній хутір у Любарській волості Новоград-Волинського та Полонського повітів Волинської губернії та Панасівській сільській раді Любарського району Житомирської та Бердичівської округ.

## Населення
У 1906 році в хуторі налічувалося 8 дворів та 49 мешканців.
Кількість населення, станом на 1923 рік, становила 63 особи, кількість дворів — 19.
Відповідно до перепису населення СРСР, на 17 грудня 1926 року чисельність населення становила 62 особи, з них: 28 чоловіків та 34 жінки; за національністю: українці — 60, поляки — 2. Кількість господарств — 15.

## Історія
Заснований у 1850 році. В 1906 році хутір входив до складу Любарської волості (5-го стану) Новоград-Волинського повіту Волинської губернії. Відстань до повітового центру, м. Новограда-Волинського, складала 97 верст, до волосної управи в містечку Любар — 8 верст. Поштове відділення — Любар.
У березні 1921 року Любарська волость, до котрої належав х. Аврамів, увійшла до складу новоствореного Полонського повіту. У 1923 році хутір увійшов до складу новоствореної Панасівської сільської ради, котра, від 7 березня 1923 року, була включена до складу новоутвореного Любарського району Житомирської округи. Розміщувався за 8 верст від районного центру, міст. Любар, та 2 версти від центру сільської ради, с. Панасівка. До окружного центру, м. Бердичів (від червня 1925 року) — 52 версти, до найближчої залізничної станції, Печанівка — 18 верст.
Станом на 1 жовтня 1941 року на обліку населених пунктів не перебуває.